# 世界で一番可愛い私の娘
『世界で一番可愛い私の娘』（せかいでいちばんかわいいわたしのむすめ、세상에서 제일 예쁜 내 딸）は、韓国のKBS第2テレビジョンで2019年3月23日から同年9月22日まで放映されたドラマ。全108話。

## あらすじ
ソルロンタンの店を営む母パク・ソンジャと3人の娘ミソン、ミリ、ミヘ。ミリはキャリアウーマンで、家族のトラブルや仕事に邁進していくが、新入社員のテジュに惹かれてゆく。

## 登場人物

### 主な登場人物
- パク・ソンジャ：キム・ヘスク（杉山滋美）

三姉妹の母、ソルロンタン屋社長。
- カン・ミリ：キム・ソヨン（野首南帆子）

ソンジャの次女、ハンソンアパレル部長。
- カン・ミソン：ユソン（織部ゆかり）

ソンジャの長女、銀行員。ダビンの母でジンスの妻。
- カン・ミヘ：キム・ハギョン（朝鮮語版） （渡辺理沙）

ソンジャの三女、小説家。
- ハン・テジュ：ホン・ジョンヒョン（角田雄二郎）

ミリの会社の新入社員。
- キム・ウジン：キ・テヨン（朝鮮語版）（広瀬竜一）

出版社代表、編集長。

### パク・ソンジャの関連人物
- パク・ヨンダル：パク・クンス（朝鮮語版）（中西正樹）

ソンジャの弟、ソルロンタン屋手伝い。
- パン・ジェボム：ナム・テブ（朝鮮語版）（木梨成之）

ミヘの元恋人、ドラマ作家。
- ミノ：チョ・ソンウク（塩尻浩規）

ソンジャのソルロンタン屋のアルバイト

### テジュの家族・関連人物
- チョン・インスク：チェ・ミョンギル（三浦冴子）

ハンソンアパレル代表、テジュの叔母。
- ハン・ジョンス：ミョン・ゲナム（平林剛）

テジュの父、大企業総帥
- ナ・ヘミ：カン・ソンヨン（野々山恵梨）

ジョンスの後妻。
- ナ・ドジン：チェ・ジェウォン（前堂友昭）

ヘミの兄。
- ハン・テホ：イ・ロウン（柚木尚子）

ジョンスとヘミの息子。
- パク理事：カン・ムンギョン

ハンソングループ理事。

### ミソンの家族
- チョン・ジンス：イ・ウォンジェ

ミソンの夫。
- チョン・デチョル：チュ・ヒョン

ジンスの父、元記者。
- ハ・ミオク：パク・ジョンス

ジンスの母。
- チョン・ダビン：チュ・イェリム

ミソン夫婦の娘。

### その他
- ピーター・パク：ハン・ギウン

ウジンの友人、出版社共同代表。
- キム・スンチョル：キム・ワングン

HSマーケティング戦略部チーム長。
- パク・テホ：チョ・ヨンフン

HSマーケティング戦略部代理。
- イ・ミンジュ：イ・テヨン

HSマーケティング戦略部代理。
- パク・ジス：チョ・ジュウォン

HSマーケティング戦略部社員。
- チョ・ミンヘ：キム・ヨジン

HSマーケティング戦略部社員、テジュと同期。
- パク・ヘンウン：キム・セドン

ミソンの銀行の支店長。
- ソ・ギョンジン：チュ・イニョン

ミソンの同僚、ワーキングママ。
- パク・ミンジ：ヤン・オジン

ミソンの同僚。
- ハン・ナヨン：ユン・ボミ

ミソンの同僚。

## 日本での放送
日本では、2019年6月22日から同年12月28日までCSチャンネルKBS Worldにて初めて放送。2020年2月27日から同年5月15日までWOWOWにて全54話版で放送。地上波では、テレビ東京の韓流プレミアにて2020年12月16日から2021年3月24日まで全65話版で放送。
放送チャンネルによっては、話数がオリジナルの話数と異なる。
- KBS World：2019年6月22日[3] - 2019年12月28日[4]（毎週土・日 21時45分 - 23時00分）朝鮮語放送（日本語字幕付き）※二話連続放送
  - 同上：2019年6月23日[5] - 2019年12月29日[6]（2019年6月23日から2019年9月29日迄[7]毎週土・日 10時45分 - 12時00分、2019年10月5日[8]から2019年12月29日迄毎週土・日 10時30分 - 11時50分）※再放送
  - 同上：2019年7月1日[9] - 2020年1月6日[10]（毎週月・火 12時00分 - 13時20分）※再々放送
- WOWOW：2020年2月27日[11]- 2020年5月15日[12]（毎週月〜金 8時15分 - 9時30分）朝鮮語放送（日本語字幕付き）※54話版で放送
- テレビ東京：2020年12月16日 - 2021年3月24日（毎週月～金 8時15分 - 9時11分）二ヶ国語放送（日本語字幕付き）※65話版で放送
- テレビ大阪：2021年4月9日 - 2021年7月9日（毎週月～金 9時30分 - 10時30分）二ヶ国語放送（日本語字幕付き）※65話版で放送
- フジテレビTWO：2021年6月20日 - 2021年12月19日（毎週日 8時20分 - 10時40分）朝鮮語放送（日本語字幕付き）※54話版で放送、二話連続放送
  - 同上：2021年6月26日 - 2021年12月25日（毎週土 7時10分 - 9時30分）※再放送
- テレビ愛知：2021年7月21日 - 2021年10月6日（毎週月～金 8時15分 - 9時30分）二ヶ国語放送（日本語字幕付き）※54話版で放送
- TVQ九州放送：2021年7月21日 - 2021年10月21日（毎週月～金 8時00分 - 9時00分）二ヶ国語放送（日本語字幕付き）※65話版で放送
- BSテレ東：2021年10月8日 - 2022年1月20日（毎週月～金 15時54分 - 17時00分）二ヶ国語放送（日本語字幕付き）※65話版で放送
  - 同上：2022年11月17日 - （毎週月〜金 8時53分 - 9時59分）※再放送
- テレビ北海道：2021年11月2日 - 2022年2月7日（毎週月〜金 8時00分 - 8時55分）二ヶ国語放送（日本語字幕付き）※65話版で放送